# Aviator

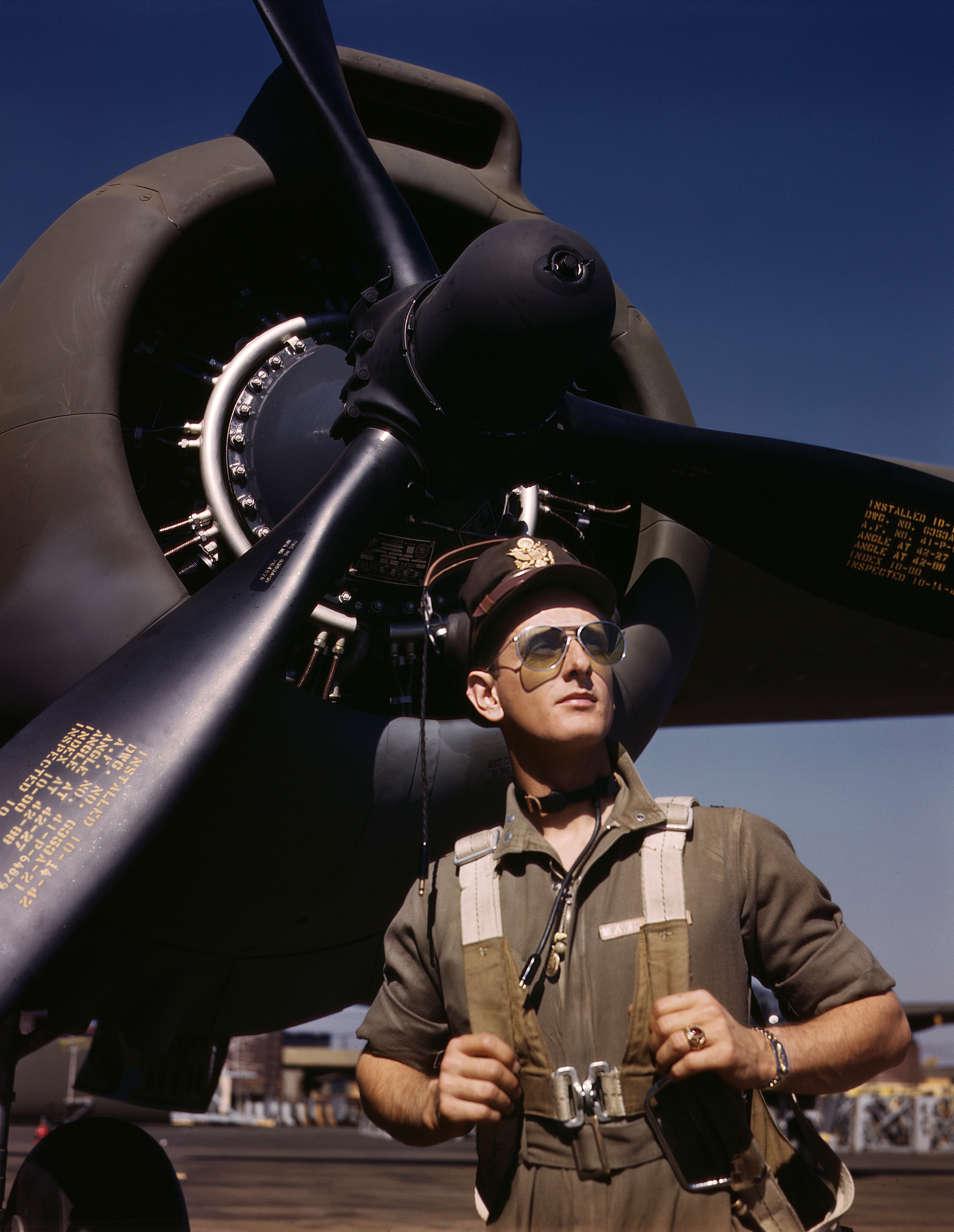
Pilotul de încercare american Lt. F.W. „Mike” Hunter, purtând o uniformă în octombrie 1942

Adriana Bisi Fabbri, "Aviator", 1912

Un pilot sau aviator este o persoană care controlează zborul unei aeronave prin operarea sistemului de control al zborului. În timp ce alți membri ai personalului navigant precum navigatorii sau inginerii de zbor sunt, de asemenea, considerați aviatori pentru că se implică în operarea sistemelor de zbor ale aeronavelor, ei nu sunt piloți și nu comandă o aeronavă. Alți membri ai personalului navigant, cum ar fi însoțitorii de zbor, mecanicii și echipajul de la sol, nu sunt considerați ca aviatori.

## Istoric
Prima mențiune cunoscută a termenului aviator (aviateur în limba franceză) a avut loc în anul 1887 prin derivare din termenul „aviation” („aviație”), ce-și avea originea în latinescul avis (însemnând pasăre), inventat în anul 1863 de către G. de la Landelle în lucrarea Aviation Ou Navigation Aérienne („Aviație sau navigație aeriană”). Acești termeni au fost folosiți mai mult în perioada de început a istoriei aviației, când aeroplanele erau fost extrem de rare și pilotarea lor necesita curaj și spirit de aventură. De exemplu, o lucrare de referință din 1905 descria astfel primul aeroplan al fraților Wright: „greutatea, inclusiv corpul aviatorului, are un pic mai mult de 700 de livre” (342,65 kg).
Primii aviatori nu au urmat cursuri și nu aveau brevete care să le dea dreptul să piloteze aparatele de zbor. În scurt timp, pentru a asigura siguranța oamenilor în aer și la sol, a devenit însă necesar ca aeronavele să fie conduse de un pilot instruit corespunzător și certificat, care era responsabil pentru siguranța și ducerea la bun sfârșit a zborului. Aéro-Club de France i-a înmânat primul certificat de pilot lui Louis Blériot în 1908, urmat de Glenn Curtiss, Léon Delagrange și Robert Esnault-Pelterie.